# Bernardo Velarde y Velarde
Bernardo Velarde y Velarde (Santillana del Mar, 3 de enero de 1720 - Zaragoza, 12 de junio de 1782), fue un prelado español que ocupó las sedes de Tortosa y Zaragoza.

## Biografía

### Primeros años y formación
Bernardo era de familia noble, hijo de Carlos Velarde, de Ruiloba, y de Manuela Velarde, de Santillana del Mar.
Estudió gramática y filosofía en su tierra antes de trasladarse a la Universidad de Valladolid donde estudió derecho civil y canónico, para después asistir a la Universidad de Salamanca como colegial del Colegio Mayor del Arzobispado y doctorarse en derecho canónico.

### Sacerdocio
Ordenado sacerdote, fue elegido canónigo doctoral de la catedral de Palencia y al final de 1755, de la catedral de Sevilla.

## Episcopado

### Obispo de Tortosa
Fue nombrado obispo de Tortosa el 22 de abril de 1765 y consagrado el 14 de julio y llegó a su diócesis solemnemente el 8 de octubre.
En los años 1769, 1773 y 1778 se ausentó para visitar Roma nombrando procuradores, presentando el informe durante la visita ad liminia.
En 1769 había realizado ya una visita pastoral a todas las parroquias de la diócesis durante la primavera y el otoño.
Durante su visita a Castellón el 12 de octubre de 1767 ordenó que los libros de bautismo se redacten en español.
Siguiendo la política real de Carlos III de España, el obispo Velarde inició la unificación y reducción de los beneficios del obispado (1772-1776) y reestructuró las canonjías y dignidades de la catedral (1774).
También en 1774 propuso al rey la erección de un seminario conciliar en el Real Colegio de San Jaime y San Matías de Tortosa, que según su informe a Roma en 1778 contaba con la oposición de la orden dominica.

### Arzobispo de Zaragoza
El 1 de marzo de 1779 fue nombrado arzobispo de Zaragoza con la concesión del palio, y tomó posesión el 15 de mayo de ese mismo año.
Estando enfermo, decidió realizar una visita pastoral a la diócesis, pero la salud le obligó a regresar a Zaragoza, donde murió el 12 de junio de 1782. 
Fue enterrado en la Santa Capilla de Nuestra Señora del Pilar, en el mismo nicho que su predecesor Luis García Mañero.

## Sucesión
| Predecesor: Luis García Mañero    | Obispo de Tortosa 1765 - 1779     | Sucesor: Pedro Cortés y Larraz     |
| Predecesor: Juan Sáenz de Buruaga | Arzobispo de Zaragoza 1779 - 1782 | Sucesor: Agustín de Lezo Palomeque |